# Walkerville (Montana)
Pour les articles homonymes, voir Walkerville.
Walkerville est une ville américaine située dans l'État du Montana. Bien que le comté de Silver Bow, dont Walkerville fait partie, ait fusionné avec la municipalité de Butte, Walkerville reste une municipalité à part entière.
Selon le recensement de 2010, Walkerville compte 675 habitants. La municipalité s'étend sur 2,23 milles carrés (5,78 km2).